# ファルコン・エンターテインメント
ファルコン・エンターテインメント（ファルコン・スタジオとしても知られる、Falcon Entertainment）は、カリフォルニア州サンフランシスコを拠点とする米国企業であり、ゲイ・ポルノの世界最大のプロデューサーの1つ。
会社は1971年にチャック・ホームズによって設立された、同社は、ゲイポルノで最も有名なブランド名の1つであり、Hot House Entertainment、Colt Studios、Channel 1 Releasing、タイタン・メディア（Steven Scarborough、John Rutherford、チ・チ・ラルー、 Bruce Cam ）といったアメリカの同じ業界で働く競争相手達も以前はファルコンで働いていた。

## 製品
ファルコンは400本以上のポルノ映画をThe Falcon Family of Companiesとして構成されたいくつかのブランドの下で発売している 
- Falcon Studiosはグループのメインとなるブランド
- Jocks Studiosは若いモデルに焦点を当てたブランド
- Mustang Studiosは、より成熟したモデルを起用したブランド
- Massive Studiosは、筋肉質で頑丈なモデルに焦点を当てたブランド
- The Falcon International Collectionはヨーロッパで映画を撮影し、ヨーロッパ（主に東ヨーロッパ）のモデルに焦点を当てたブランド
- The Alone With Seriesは、他のパフォーマーとセックスするのではなく、インタビューを含むパフォーマーの自慰行為の様子を捉えたブランド

同社は、DVDや性具を販売するWebサイトも運営している。ビデオ・オン・デマンド、およびビデオの購入とダウンロードも可能。ライブウェブキャスト・セックスショーは、ファルコンTVと呼ばれるメンバーシップエリア内で利用できる。メンバーシップには製品の割引も含まれる。販売されているディルドのいくつかは、ファルコンのパフォーマーのペニスをモデルにしている。

## 社史
2004年以前、ファルコンとその関連会社は親会社であるConwest Resources Incが所有していた。Conwestは、オレゴン州ポートランドに本拠を置く慈善財団であるチャールズ・M.ホームズ財団が所有していた。この財団は、レズビアン、ゲイ、バイセクシュアル、トランスジェンダーの権利を保護するグループ、 HIV / AIDSとともに生きる人々を支援する組織、ホームレスの若者や小児がんや自閉症と闘う人々を支援する組織といった幅広い組織を支援している 。
2004年、ファルコンの経営陣は、幹部であるテリー・マハフィーとトッド・モンゴメリーによって設立された会社である3MediaCorp.を通じてConwestからファルコンを買収した。3Mediaは最終的にConwestの名前を引き継いだ。買収は非営利団体として機能し続けているチャールズ・M.ホームズ財団から事業を分離するために行われた 。
テリー・マハフィーは2005年10月31日に亡くなった。トッド・モンゴメリーは2008年5月22日に会社を退職。代わってスティーブ・ジョンソンがファルコンとコンウェストの社長兼最高経営責任者となった。
2010年12月19日、ビデオオンデマンド会社のAEBNはファルコン・スタジオを非公開の金額で購入した。AEBNはファルコン・スタジオとレイジング・スタリオンを統合したが、両方のブランドはそれぞれ区別され、AEBNはファルコンから販売されるDVDタイトルは年間60枚（レイジング・スタリオンからは40枚）で一定であると述べた。ファルコンの最高経営責任者であるジェームズ・ハンセンは、ファルコン・スタジオの最高財務責任者として会社に残る。

## 著名な監督
- チ・チ・ラルー
- ジョン・ラザフォード[13]
- スティーブン・スカボロー

## 著名なパフォーマー
同社は、他のスタジオと同様に、「独占」と呼ばれるパフォーマーを擁している。これは、契約期間ごとに1つのスタジオの作品にしか出演しないことを意味する。 2005年に、彼らはファルコン・スタジオとの独占契約を行ったキャストのみで撮影された『Heaven to Hell』（チ・チ・ラルー監督）をリリースした。
（アルファベット順）
- Aiden Shaw
- Al Parker
- Brent Corrigan
- Casey Donovan
- Erik Rhodes
- Gus Mattox
- Joey Stefano
- Jon King
- John Holmes
- Kip Noll
- Kristen Bjorn
- Kurt Marshall
- Leo Ford
- Matthew Rush
- Matt Sanchez
- Michel Lucas (Michael Lucasとしても知られる)
- Matt Ramsey (aka Peter North)
- Paddy O'Brian
- Tim Kramer
- Marcus Allen
- Tom Chase
- Zak Spears